# Mamestra dissimilis
Mamestra dissimilis là một loài bướm đêm trong họ Noctuidae.